# Mikael Åkerfeldt
Lars Mikael Åkerfeldt (Estocolmo, Suecia; 17 de abril de 1974) es el compositor, vocalista y principal guitarrista de la banda sueca de metal progresivo Opeth y exvocalista de la banda (también sueca) de death metal Bloodbath.
Mikael destaca por su gran estilo de composición, fuertemente influido por el rock progresivo, y su habilidad para cantar indistintamente en tonos melódicos y agresivos guturales. Fue clasificado en el puesto 42 de la lista de Guitar World de los 100 mejores guitarristas de heavy metal de todos los tiempos, y en el puesto 11 de la lista "The Top 25 Modern Metal Guitarists" de MetalSucks.

## Trayectoria
Nacido en Estocolmo, Mikael Åkerfeldt era el vocalista de Eruption, una banda de death metal que formó en 1987 a los 13 años y se disolvió en 1990. Tras el fin de Eruption en 1989, se unió a Opeth, aparentemente como teclista. Cuando su bajista original abandonó Opeth dos años más tarde, Åkerfeldt le sustituyó como bajista; Isberg asumió entonces las funciones de guitarra. Cuando Isberg dejó Opeth tres años después, Åkerfeldt le sustituyó como vocalista. Åkerfeldt interpretó la voz de la muerte en el álbum Brave Murder Day de Katatonia y en su EP Sounds of Decay.
También fue vocalista y guitarrista del grupo Sörskogen, guitarrista del grupo Steel, y colabora en la formación Storm Corrosion.
Åkerfeldt reveló en septiembre de 2009 que estaba contemplando la posibilidad de grabar un álbum en solitario acústico de cantautor. Sin embargo, en 2014 expresó la opinión de que no tenía la necesidad de un proyecto en solitario especial y que puede poner casi cualquier cosa en Opeth.
En una entrevista en la revista STIM, reveló que uno de los momentos más destacados de su carrera fue la actuación de Opeth en el Royal Albert Hall.
En 2020, Åkerfeldt fue contactado por el director Jonas Åkerlund para componer la banda sonora de la serie sueca de Netflix Clark, de seis capítulos, estrenada en mayo de 2022. Se trata de su primera incursión en el mundo del cine.

### Influencias
Åkerfeldt es un coleccionista de oscuros álbumes de los años 70 de rock y heavy metal. También suele mostrar su influencia de estas oscuras bandas, haciendo referencia a ellas en títulos de álbumes de Opeth como Blackwater Park, Still Life y My Arms, Your Hearse, así como en canciones como "Master's Apprentices" y "Goblin". También está muy influenciado por el jazz, el músico Ritchie Blackmore, Magma y su fundador Christian Vander,  y Hideki Ishima.
A la pregunta de cuál fue el álbum que le "convirtió en metalhead", Åkerfeldt respondió que probablemente The Number of the Beast de Iron Maiden, pero también mencionó Lick It Up de Kiss. En otra entrevista declaró que suele citar Sabbath Bloody Sabbath de Black Sabbath como el mejor (y favorito) álbum de heavy metal de todos los tiempos. También ha considerado Sad Wings of Destiny de Judas Priest como su álbum de metal favorito.Åkerfeldt tiende a hacer referencia a estas bandas en sus composiciones, tales como Blackwater Park (título del quinto álbum de Opeth, de 2001) y The Master's Apprentices (quinta canción del álbum, también de Opeth, Deliverance, 2002).
Åkerfeldt ha utilizado casi exclusivamente guitarras PRS desde la época de Deliverance/Damnation y tiene su propio modelo de firma.

## Vida personal
Mikael Åkerfeldt se casó con su novia Anna el 17 de agosto de 2003. El 13 de septiembre del año siguiente, Anna dio a luz a una niña a su primera hija, Melinda. La pareja tuvo a su segunda hija, Mirjam, en 2007. En 2016, en una entrevista con The Quietus, Åkerfeldt reveló que se había divorciado. Mikael es muy amigo de los músicos Steven Wilson (británico con quien tiene varios proyectos conjuntos), Mike Portnoy (Mikael aparece el video Wither de Dream Theater) y de Jonas Renkse (bajista y cantante de Katatonia). En su juventud quería ser futbolista, aunque acabó estudiando electricidad en la escuela media.
Åkerfeldt es ateo y se define como un socialdemócrata de clase trabajadora. Es un ávido consumidor de bebidas alcohólicas y en algún momento tuvo que entrar a rehabilitación.  También estuvo muy cerca de crear una línea de botellas de licor con el nombre de Opeth, aunque ya no está interesado en ello.
Mikael suele ser abierto sobre sus opiniones y diversos gustos musicales llegando a recibir amenazas de muerte por el drástico cambio de estilo en Opeth.
Se presume que Mikael fue la base para crear el personaje Toki Wartooth de la serie de dibujos animados Metalocalypse, como se divulgó en una entrevista con ultimate-guitar.com.

## Apariciones
- Ayreon: Mikael canta protagonizando al Miedo en el álbum del 2004 The Human Equation
- Bloodbath: Mikael fue el vocalista desde el 2000 hasta el 2004, y se puede oír su voz en los álbumes Breeding Death y Resurrection through Carnage. También cantó junto a ellos, como apoyo otra vez en el Wacken Open Air del 2005 para sacar el álbum en vivo titulado The Wacken Carnage, ha regresado a esta banda en el 2008 y publican el EP Unblessing the Purity para después, lanzar un nuevo álbum de estudio titulado The Fathomless Mastery.
- Edge of Sanity: Mikael canta y toca la guitarra en algunas canciones del álbum de 1996 Crimson, además de escribir la letra de la canción "Forever Together Forever" del disco Infernal.
- Katatonia: Canta en el álbum del 1996 Brave Murder Day, y en la tercera canción del EP   Sounds of Decay, lanzado en 1997. También canta en el coro en los álbumes Discouraged Ones y Tonight's Decision.
- Porcupine Tree: Canta y toca la guitarra en el álbum Deadwing (2005).
- Soilwork: Mikael canta en el álbum A Predator's Portrait.
- Sörskogen: Mikael canta en sueco y toca la guitarra en la canción  "Mordet i Grottan".
- Steel: Es un proyecto power metal de Dan Swanö y los miembros de Opeth, donde Mikael toca la guitarra.
- Roadrunner United: Mikael canta en la canción "Roads" junto con el teclista de Type O Negative Josh Silver en el 25th aniversario de Roadrunner Records Roadrunner United: The All-Star Sessions.
- Dream Theater: partes habladas al final del tema "Repentance" del álbum Systematic Chaos.
- Dream Theater: Aparece cantando con la banda la canción "Repentance" el 22 de mayo de 2008 en New York City.
- Dream Theater: Aparece cantando con la banda la canción "A Nightmare to Remember" en octubre de 2009, en el Wembley Arena.
- Ihsahn: Es una de las voces del tema Unhealer del álbum angL (2008).
- Candlemass: Aparece cantando con la banda la canción "At the gallows end" en el DVD "A 20 Years Party"
- O.S.I: Canta la canción "Stockholm" en el álbum de 2009 "Blood"